# Əkrəm Əylisli

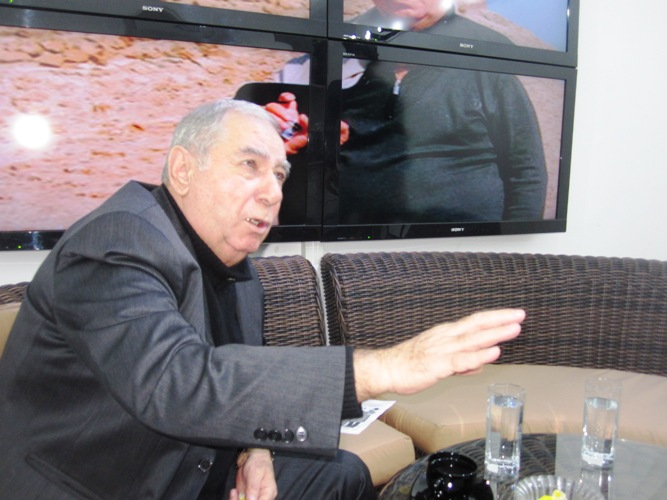
Akram Aylisli, 2013

Əkrəm Nəcəf oğlu Naibov (Əylisli) (deutsch Akram Aylisli; * 6. Dezember 1937 in Yuxarı Əylis, ASSR Nachitschewan) ist ein aserbaidschanischer Schriftsteller.

## Leben und literarisches Schaffen
Akram Aylisli ist einer der bekanntesten Schriftsteller Aserbaidschans, sowohl der sowjetischen als auch der postsowjetischen Epoche. Er wurde 1937 im Bergdorf Aylis, in der Region Nachitschewan, nahe der Grenze zu Armenien und zum Iran geboren. Die meisten seiner Werke haben mit diesem Dorf zu tun. Seine subtilen, die bäuerliche Welt seiner Heimat liebevoll schildernden Kurzgeschichten und Romane sind in Aserbaidschan sehr populär und wurden in über 30 Sprachen übersetzt. Akram Aylisli wurden der Titel „Schriftsteller der Nation“ sowie die höchsten Orden Aserbaidschans, der „Shokhrat“ (Ehre) und der „Istigal“ (Unabhängigkeit), verliehen. 2005 wurde er als Vertreter seiner Heimatregion in das aserbaidschanische Parlament gewählt.

### Steinträume
Im Dezember 2012 veröffentlichte er den Roman Steinträume, in dem er die antiarmenischen Pogrome 1989/90 in Baku und die Massaker, die türkische Truppen 1918 an den Armeniern seines Heimatdorfes verübt hatten, thematisierte. Im Roman gehen die Bilder der nahen Vergangenheit mit den Erzählungen der Alten aus dem Dorf über das Massaker ineinander über. Bereits 2006 geschrieben hatte sich der Autor nicht entschließen können, das Buch zu veröffentlichen. Die Entscheidung, dies doch zu tun, traf er, nachdem man Ramil Səfərov, einen aserbaidschanischen Leutnant, der in Ungarn einen schlafenden armenischen Offizier mit einer Axt enthauptet hatte, in Baku als Nationalhelden empfing. „Als ich sah, wie weit man ging und wie man aus diesem wahren Mörder einen Held machte, da ertrug ich es nicht länger.“
Für Aylisli hatte die Veröffentlichung drastische Folgen: Der Präsident İlham Əliyev erkannte ihm den Titel „Schriftsteller der Nation“ und die Pension ab. Das Bildungsministerium strich seine Werke aus dem Lehrplan, und in den Theatern wurden Aufführungen seiner Stücke verboten. Der Vorsitzende des Rates der kaukasischen Muslime, Scheich Allahşükür Paşazadə, brandmarkte Akram Aylisli als Abtrünnigen. Er wurde aus dem aserbaidschanischen Schriftstellerverband ausgeschlossen. Frau und Sohn verloren ihre Arbeit. In den Massenmedien begann eine Verleumdungskampagne und prominente Vertreter der aserbaidschanischen Intelligenz – Schauspieler, Schriftsteller und Wissenschaftler – sagten sich öffentlich von ihm los. In Baku, Gandscha und in seinem Heimatdorf wurden von den Behörden Demonstrationen organisiert, bei denen die Teilnehmer „Tod Akram Aylisli“ und „Akram ist ein Armenier“ riefen und seine Bücher verbrannten, worauf der Schriftsteller antwortete: „Sollen sie alle meine Bücher verbrennen, sie haben niemanden gerettet.“
Parlamentsabgeordnete forderten auf einer Sondersitzung, Akram Aylisli nicht nur alle staatlichen Ehrungen zu entziehen, sondern auch die Staatsangehörigkeit, und durch eine genetische Analyse herauszufinden, ob er nicht vielleicht Armenier sei. Aylisli entgegnete: „Sollte ich Armenier sein, so wäre dies längst bekannt. Und es wäre mir nicht im Geringsten peinlich.“
Schließlich verkündete die regierungsnahe Partei Müasir Müsavat Partiyası, dass sie jedem, der dem Schriftsteller die Ohren abschneide, zehntausend Manat (etwa 12.000 US-Dollar) zahlen werde. Es war nur dem Eingreifen der internationalen Gemeinschaft – von u. a. Human Rights Watch, dem Helsinki Bürger Forum, dem russischen PEN Zentrum und dem amerikanischen Außenministerium – zu verdanken, dass sich die Behörden Aserbaidschans gezwungen sahen, die Extremisten in die Schranken zu weisen. Human Rights Watch forderte die aserbaidschanische Regierung auf, „[die] feindliche Kampagne der Einschüchterung zu beenden“.

## Werke
- Gilas ağacı [Vogelkirschbaum]. Uşaqgəncnəşr, Baku 1961, 47 S.
- Dağlara çən düşəndə [Als die Berge stürzten]. Azərnəşr, Baku 1963, 56 S.
- Atalar və atasızlar [Väter und Vaterlose]. Azərnəşr, Baku 1965, 121 S.
- Mənim nəğməkar bibim [Mein Lied ist meine Tante]. Azərnəşr, Baku 1968
- Adamlar və ağaclar [Männer und Bäume]. Gənclik, Baku 1970, 247 S.
- Kür qırağının meşələri [Wälder aus Lehm]. Gənclik, Baku 1971, 50 S.
- Ürək yaman şeydir [Herzzerreißend]. Gənclik, Baku 1973, Baku 152 S.
- Bu kənddən bir qatar keçdi [Ein Zug aus diesem Dorf]. Azərnəşr, Baku 1977, 267 S.
- Gilənar çiçəyinin dedikləri [Verwelkte Blume, sagen sie]. Yazıçı, Baku 1983, 438 S.
- Ədəbiyyat yanğısı [Literarisches Feuer]. Yazıçı, Baku 1989.
- Seçilmiş əsərləri (iki cilddə) [Ausgewählte Werke in zwei Bänden]. I. Band, Azərnəşr, Baku 1987, 497 S.
- Seçilmiş əsərləri (iki cilddə) [Ausgewählte Werke in zwei Bänden]. II. Band, Azərnəşr, Baku 1987, 416 S.
- Möhtəşəm tıxac (Roman) [Großer Stau]
- Daş yuxular (Roman) [Steinträume]
  - veröffentlicht in russischer Übersetzung: Каменные сны. Дружба Народов 2012, 12 (online auf Журнальный зал)
  - veröffentlicht in deutscher Übersetzung: Steinträume. Aus dem Russischen von Annelore Nitschke, mit einem Nachwort von Ernst von Waldenfels. Osburg Verlag, Hamburg 2015, ISBN 978-3-95510-074-2.